# جون ليندغرين (متزحلق)
جون ليندغرين (بالسويدية: John Lindgren)‏ هو متزحلق سويدي، ولد في 8 نوفمبر 1899 في Lycksele ‏ في السويد، وتوفي بنفس المكان في 30 يناير 1990.

## وصلات خارجية
- جون ليندغرين على موقع الاتحاد الدولي للتزلج (التزلج الريفي) (الإنجليزية)
- جون ليندغرين على موقع أوليمبيديا (الإنجليزية)
- جون ليندغرين على موقع اللجنة الأولمبية السويدية (السويدية)